# Tourtrès
Tourtrès är en kommun i departementet Lot-et-Garonne i regionen Nouvelle-Aquitaine i sydvästra Frankrike. Kommunen ligger i kantonen Monclar som tillhör arrondissementet Villeneuve-sur-Lot. År 2022 hade Tourtrès 140 invånare.

## Befolkningsutveckling
Antalet invånare i kommunen Tourtrès
| Referens: INSEE |